# Bestie
Bestie (cách điệu thành BESTie, tiếng Hàn: 베스티) là một nhóm nhạc nữ gồm bốn thành viên người Hàn Quốc, dưới sự quản lý của YNB Entertainment. Họ ra mắt chính thức vào ngày 11 tháng 7 năm 2013 với MV "Pitapat"

## Lịch sử

### Trước khi ra mắt
Hyeyeon, Uji và Haeryung ban đầu ra mắt với nhóm nhạc nữ của AB Entertainment EXID. họ phát hành Album đầu tay "Holla" ("Whoz That Girl"). Ba thành viên hoạt động với nhóm trong hai tháng, sau đó vì muốn tập trung vào việc học nên đã rời nhóm và debut với Bestie. Thành viên Haeryung bắt đầu diễn xuất từ khi còn trẻ bộ phim đầu tiên của cô là trong bộ phim truyền hình Sharp và Magic Kid Masuri khi cô được tuổi 10. Vào mùa xuân năm 2013, cô đóng vai Park Hyung-sik bạn gái trong tvN drama Nine: Nine Time Travels..

### 2013-2015: Debut và Excuse Me
Bestie ra mắt vào 11 tháng 7 năm 2013, với việc phát hành của "Pitapat". video âm nhạc đi kèm của bài hát đóng vai chính Jo Kwon và Yoo Se-yoon. Nhóm đã tổ chức ra mắt biểu diễn trực tiếp của họ trên KBS Music Bank vào ngày 12. Ngày 16 tháng 10, Bestie trở lại với single album thứ hai của mình "Love Options" (연애 의 조건), với một video âm nhạc, màn comeback của họ đã được tổ chức trong cùng một ngày trên M Mnet! Countdown.
Ngày 12 tháng 12, nó đã được thông báo rằng Bestie sẽ phát hành "Zzang Christmas", một Giáng sinh theo chủ đề kỹ thuật số duy nhất, vào ngày 17.
Vào ngày 28 tháng 2 năm 2014, album thứ tư của Bestie "Thank U Very Much", đã được phát hành kỹ thuật số, cùng với một video âm nhạc đi kèm.
On June 27, Bestie, cùng với AOA của Jimin, Choa, Chanmi và Hyejeong, và Girls Day, phủ một màn trình diễn đặc biệt của "Mr.Mr." Girls'Generation trên Music Bank. Vào ngày 11, Bestie phát hành một phần năm số đơn mang tên "Like a Star", như một kỷ niệm cho lễ kỷ niệm một năm của họ.
mini album đầu tiên của họ nóng bé đã được phát hành vào ngày 28. Ba ngày sau đó, video nhạc chính thức được phát hành. Vào ngày 29, nhóm phát hành một mini album repackaged kỹ thuật số với một ca khúc mới "I Need You" được sản xuất bởi Duble Sidekick và Homeboy. Cám ơn người hâm mộ vì sự thành công của Hot Baby, Bestie biểu diễn "I Need You" trên M! Đếm ngược một ngày trước khi phát hành kỹ thuật số của bài hát.
Ngày 19 tháng 12, Bestie phủ của Super Junior "Mamacita" trên Music Bank là một hiệu suất cuối năm.
Ngày 08 tháng năm 2015, Bestie phát hành 2 mini-album "Love Emotion" của họ và phát hành một video âm nhạc cho ca khúc chủ đề "Excuse Me". Chỉ trong vòng hơn 1 tháng sau khi phát hành, Music Video của họ, "Excuse Me" đạt 2 triệu lượt xem, được xem nhiều nhất Music Video của họ so với bao lâu MV được phát hành. Music Video của họ cho "Excuse Me" đứng thứ 4 trên của bảng xếp hạng Billboard "Most Viewed Videos K-Pop tại Mỹ" cho tháng Năm, và xếp hạng 6 trên của bảng xếp hạng Billboard "Most Viewed Videos K-Pop trên toàn thế giới" trong tháng có thể. Ngày 02 tháng 6, Bestie nhận được 4 đề cử trên các show âm nhạc, "The Show".
Vào ngày 29 tháng 8 năm 2015, Bestie là một phần của năm 2015 Feel Hàn Quốc tại New Delhi du lịch ở Ấn Độ, biểu diễn tại Thính phòng Sirifort của New Delhi.

## Thành viên
| Nghệ danh | Nghệ danh | Tên khai sinh | Tên khai sinh | Tên khai sinh | Tên khai sinh     | Quốc tịch | Ngày sinh         | Nơi sinh          |
| Latinh    | Hangul    | Latinh        | Hangul        | Hanja         | Hán-Việt          | Quốc tịch | Ngày sinh         | Nơi sinh          |
| --------- | --------- | ------------- | ------------- | ------------- | ----------------- | --------- | ----------------- | ----------------- |
| Hyeyeon   | 혜연      | Kang Hye-yeon | 강혜연        | 姜蕙姸        | Khương Huệ Nghiên | Hàn Quốc  | 8 tháng 12, 1990  | Incheon, Hàn Quốc |
| UJi       | 우지      | Jung Yoo-ji   | 정유지        | 鄭有智        | Trịnh Du Trí      | Hàn Quốc  | 2 tháng 1, 1991   | Seoul, Hàn Quốc   |
| Dahye     | 다혜      | Song Da-hye   | 송다혜        | 宋多惠        | Tống Đa Huệ       | Hàn Quốc  | 12 tháng 6, 1993  | Seoul, Hàn Quốc   |
| Haeryung  | 해령      | Na Hae-ryeong | 나해령        | 羅海嶺        | La Hải Lĩnh       | Hàn Quốc  | 11 tháng 11, 1994 | Seoul, Hàn Quốc   |

## Danh sách các đĩa nhạc

### EP
| Title                                                                        | Album Details                                                                                  | Peak chart Positions | Sales         |
| Title                                                                        | Album Details                                                                                  | KOR                  | Sales         |
| ---------------------------------------------------------------------------- | ---------------------------------------------------------------------------------------------- | -------------------- | ------------- |
| Hot Baby                                                                     | - Released: ngày 28 tháng 7 năm 2014 - Label: YNB Entertainment - Format: CD, digital download | 7                    | - KOR: 4,636+ |
| Love Emotion                                                                 | - Released: ngày 8 tháng 5 năm 2015 - Label: YNB Entertainment - Format: CD, digital download  | 8                    | - KOR: 3,945+ |
| "—" denotes releases that did not chart or were not released in that region. |                                                                                                |                      |               |

### Đĩa đơn
| Year                                                                         | Title                                 | Peak chart positions | Peak chart positions | Sales          | Album                    |
| Year                                                                         | Title                                 | KOR                  | KOR Hot 100          | Sales          | Album                    |
| ---------------------------------------------------------------------------- | ------------------------------------- | -------------------- | -------------------- | -------------- | ------------------------ |
| 2013                                                                         | "Pitapat"                             | 84                   | 90                   | - KOR: 42,588+ | Pitapat (single)         |
| 2013                                                                         | "Love Options"                        | 113                  | —                    | - KOR: 41,406+ | Hot Baby                 |
| 2013                                                                         | "Zzang Christmas" (feat. Yoo Se-yoon) | 130                  | —                    | - KOR: 18,994+ | Zzang Christmas (single) |
| 2014                                                                         | "Thank U Very Much"                   | 53                   | 74                   | - KOR: 78,131+ | Hot Baby                 |
| 2014                                                                         | "Like A Star"                         | —                    | —                    |                | Hot Baby                 |
| 2014                                                                         | "Hot Baby"                            | 53                   | —                    | - KOR: 62,648+ | Hot Baby                 |
| 2014                                                                         | "I Need You"                          | 74                   | —                    | - KOR: 46,165+ | Hot Baby                 |
| 2015                                                                         | "Excuse Me"                           | 74                   | —                    | - KOR: 38,401+ | Love Emotion             |
| "—" denotes releases that did not chart or were not released in that region. |                                       |                      |                      |                |                          |

### Những thành viên ghóp mặt
| Year | Song                | Member(s) | Artist                               | Album                |
| ---- | ------------------- | --------- | ------------------------------------ | -------------------- |
| 2013 | "Stick With You"    | Hyeyeon   | Quattro Code                         | Quattro Code Project |
| 2014 | "Lovers' Song"      | Hyeyeon   | Yoo Seung-woo                        | Yoo Seung-woo        |
| 2015 | "Love Letter"       | UJi       | The Channels                         | Non-album releases   |
| 2015 | "We Fought"         | Dahye     | Yoo Se-yoon feat. Hae-yong of Almeng | Non-album releases   |
| 2015 | "Perfect Chemistry" | Hyeyeon   | Just Cricket                         | Non-album releases   |
| 2015 | "So Good"           | UJi       | Chad Future                          | 2nd Mini Album       |

### MV ca nhạc
| Year | Tên                 | Director(s) | Notes                  |
| ---- | ------------------- | ----------- | ---------------------- |
| 2013 | "Pitapat"           | Joo Hee-sun |                        |
| 2013 | "Love Options"      | Không biết  |                        |
| 2013 | "Zzang Christmas"   | Không biết  |                        |
| 2014 | "Thank U Very Much" | Hong Won-ki |                        |
| 2014 | "Like a Star"       | Không biết  |                        |
| 2014 | "Hot Baby"          | Không biết  |                        |
| 2015 | "Love Letter"       | Không biết  | UJi feat. The Channels |
| 2015 | "Excuse Me"         | Hong Won-ki |                        |

#### Ghóp mặt trong các ca khúc khác
| Year | Song               | Artist(s)                    | Member(s)            |
| ---- | ------------------ | ---------------------------- | -------------------- |
| 2013 | "Talk to My Face"  | D-Unit                       | Haeryung             |
| 2013 | "Sing the Spring"  | 40 (Forty)                   | Haeryung             |
| 2013 | "Like a Movie"     | 40 (Forty) and Lim Jeong-hee | Haeryung             |
| 2014 | "Go and Come Back" | Son Heun-soo                 | Hyeyeon and Haeryung |
| 2014 | "YAHAGE"           | New Champ                    | UJi                  |
| 2014 | "Still in Love"    | Baek Ji-young                | Haeryung             |
| 2014 | "Headache"         | High4                        | Haeryung             |
| 2015 | "Your Voice"       | Noel                         | Haeryung             |
| 2015 | "Spring Rain"      | Ha Yang-soo                  | Hyeyeon              |
| 2015 | "Autumn Leaves"    | UJi                          | Haeryung             |

## Điện ảnh

### Truyền hình

#### Chương trình truyền hình thực tế
| Year      | Tên                             | Member(s)                   | Network    | Note                            |
| --------- | ------------------------------- | --------------------------- | ---------- | ------------------------------- |
| 2013      | Comedy Big League               | All                         | tvN        |                                 |
| 2013      | Immortal Songs 2                | UJi                         | KBS        |                                 |
| 2014      | Weekly Idol                     | Hyeyeon, Dahye and Haeryung | MBC Every1 | Episode 145 (with 100%)         |
| 2014      | Star Beauty Show                | All                         | SBS funE   |                                 |
| 2014      | Immortal Songs 2                | UJi                         | KBS        |                                 |
| 2014      | Idol School                     | All                         | MBC Music  | Episode 1, 3 and 4              |
| 2014      | Concert Feel                    | All                         | KBS        |                                 |
| 2014      | After School Club               | All                         | Arirang TV | Episode 115 (with B.I.G)        |
| 2014-2015 | Let's Go! Dream Team Season 2   | All                         | KBS        | (Recurring)                     |
| 2015      | A Song For You Season 3         | All                         | KBS        | Episode 22 (with Boys Republic) |
| 2015      | Comedy Big League               | All                         | tvN        |                                 |
| 2015      | Catch Music If You Can          | All                         | MBC Music  | with Almeng                     |
| 2015      | Her Secret Weapon               | Dahye                       | MBC Every1 |                                 |
| 2015      | What Should I Listen To Today 2 | Hyeyeon, Dahye              | sky ENT    | Special MC                      |
| 2015      | King of Mask Singer             | UJi                         | MBC        | Episode 23 and 24               |
| 2016      | Girl Spirit                     | UJi                         | JTBC       |                                 |

### Nhạc kịch
| Year | Musical theatre             | Member(s) | Vai diễn                       |
| ---- | --------------------------- | --------- | ------------------------------ |
| 2014 | Full House                  | UJi       | Jung Hye-won (Supporting role) |
| 2015 | Dreamgirls (Korean version) | UJi       | Deena Jones (Lead role)        |

## Giải thưởng
| Năm  | Giải               | Hạng mục              | Recipient | Kết quả   |
| ---- | ------------------ | --------------------- | --------- | --------- |
| 2015 | Golden Disk Awards | Next Generation Award | Bestie    | Đoạt giải |